# مجلة البيئة والتنمية
البيئة والتنمية (بالإنجليزية: Environment and Development) مجلة إقليمية تعنى بتغطية القضايا والمواضيع البيئية والتنموية. تصدر «البيئة والتنمية» باللغة العربية كل شهرين مرة واحدة، وتوزّع حوالى 38000 نسخة في 22 بلداً. نجحت «البيئة والتنمية» منذ انطلاقها عام 1996 بوضع البيئة على أجندة اهتمامات الحكومات في الشرق الأوسط، كما تمكنت من خلال أسلوبها الشيّق والسهل أن تجعل المواضيع البيئية المتخصصة مثار اهتمام القارئ العادي والمتخصص في آن.
نظّمت المجلة برامج توعية بيئية في المدارس منذ عام 1997 تحت عنوان «البيئة الأفضل تبدأ بك أنت» شارك فيها آلاف الطلاب. ونظّمت مسابقات بيئية، كما درّبت الأساتذة في التربية البيئية وساهمت في إنشاء أكثر من 500 نادٍ بيئي مدرسي.
في الذكرى العاشرة لتأسيسها عام 2006 عملت المجلة على تأسيس المنتدى العربي للبيئة والتنمية (أفد) كمنظمة إقليمية بيئية مستقلة ومنذ 1/1/2013 قدم صاحب الامتياز نجيب صعب المجلة بإيجار مجاني إلى المنتدى العربي للبيئة والتنمية.

## وصلات خارجية
- الموقع الرسمي للمجلة